# Philadelphia Spirit
I Philadelphia Spirit sono stati una franchigia di pallacanestro della USBL, con sede a Philadelphia, in Pennsylvania, attivi tra il 1991 e il 1992.
Nei due soli anni di vita disputarono due finali USBL. Nel 1991 vinsero 110-108 con i Miami Tropics, mentre nel 1992 persero 116-114, sempre con i Miami Tropics. Si sciolsero dopo il campionato 1992.

## Palmarès
- United States Basketball League: 1

1991

## Stagioni
| Stagione | Lega | Denominazione       | V  | P | %    | Piazzamento | Play-off |
| -------- | ---- | ------------------- | -- | - | ---- | ----------- | -------- |
| 1991     | USBL | Philadelphia Spirit | 15 | 5 | 75,0 | 1º          | Campioni |
| 1992     | USBL | Philadelphia Spirit | 21 | 5 | 80,8 | 1º          | Finale   |